# La gemella perfetta
La Gemella Perfetta è un film del 2014 diretto da Philippe Gagnon, scritto da Pablo F. Fenjves e con protagonista Ben Bass e Sonya Walger.

## Trama
Jack (Ben Bass) è sposato con Kate (Sonya Walger) ma il loro matrimonio è appeso ad un filo a causa del passato adulterio di lui e l'attuale depressione di lei. Quando all'improvviso si presenta a Kate sua sorella gemella Linda, il loro rapporto non sembra decollare. Sarà invece Jack ad instaurare una relazione sessuale con Linda mentendo così a sua moglie.